# Lipotriches melanosoma
Lipotriches melanosoma là một loài Hymenoptera trong họ Halictidae. Loài này được Benoist mô tả khoa học năm 1964.